# Немачка подморница У-32
Подморница У-32 је била Немачка подморница типа VIIА и коришћена је у Другом светском рату. Подморница је изграђена 15. априла 1937. године и служила је у 2. подморничкој флотили (15. април 1937 — 31. август 1939) - борбени брод, 2. подморничкој флотили (1. септембар 1939 — 31. децембар 1939) - борбени брод, и 2. подморничкој флотили (1. јануар 1940 — 30. октобар 1940) - борбени брод.

## Служба
Подморница У-32, испловљава 27. августа 1939. године из база Мемел, заједно са подморницама У-31 и У-35, и одлази на своје прво борбено патролирање, али већ 1. септембра упловљава у базу Кил, где остаје до 5. септембра, када полази на ново патролирање. У 12:38 сати, 18. септембра 1939. године, незаштићени британски трговачки брод  (заповедник Џозеф Шофилд), који је превозио 8.000 тона житарица, заустављен је од подморнице У-32, након што је она испалила 13 хитаца из свог топа, на око 120 наутичких миља западно од Лендс Енда. Чим је посада напустила брод, подморница испаљује једно торпедо, која погађа брод, и он тоне око 14:00 сати. Заповеника и 34 члана посаде бритаског брода, спасавају 2 британска хидро-авиона Шорт Сандерленд.
Десет дана касније, 28. септембра 1939. године, норвешки трговачки брод  (заповедник Г. Габриелсен) је био заустављен од У-32, на око 65 наутичких миља западно од Скуднеса, и посади је дато 15 минута да напусте брод у чамцима за спасавање. По напустању брода, са подморнице пребацују и постављају експлозив на брод, помоћу којег потапају брод у 15:37 сати. Пет члана посаде норвешког брода, помагало је да се пренесе и постави експлозив на њихов брод. Норвешке бродоломнике, подморница одвлачи ка обали, а затим их пребацује на шведски трговачки брод Caledonia. Следећег дана норвешки морнари су прешли на норвешки торпиљер Lyn, који их је пребацио у Кристиансанд.
Након 26 дана патролирања, 30. септембра 1939. године, подморница У-32 упловљава у базу Вилхелмсхафен, чиме је завршила своје друго патролирање. Дана, 5. октобра 1939. године, британски трговачки брод Marwarri је оштећен услед удара у мину, коју је подморница У-32 положила 17. септембра у Бристолском заливу. Брод је касније оправљен у Њупорту, и фебруара 1941. године, враћен је у службу. У 16:20 сати, 6. октобра 1939. године, британски трговачки брод Lochgoil, такође удара у мину, коју је положила 17. септембра подморница У-32, у Бристолском заливу. Тешко оштећени брод је одвучен на поправку у Свонзи. 
На своје треће борбено патролирање, подморница У-32 полази тек 3 месеца касније, 28. децембра 1939. године. У 19:47 сати, 31. децембра 1939. године, незаштићени неутрални норвешки трговачки брод Luna, био је погођен једним торпедом, испаљеног са подморнице У-32, и тоне полако. Немци у свом извештају наводе да нису могли установити национална обележја брода, због мрака. Комплетну посаду, спасава норвешки трговачки брод , и искрцава их у Копервик. Подморница У-32, упловила је 22. јануара 1940. године у Вилхелмсхафен, и ту је остала до 26. фебруара 1940. године, када одлази на своје четврто борбено патролирање.
У 07:15 сати, 2. марта 1940. године, неутрални, шведски брод Lagaholm, добио је наређење од подморнице У-32 да стане, на око 80 наутичких миља западно од Кирквола. Посада је напустила брод у два чамца за спасавање, одмах након што су Немци испалили један упозоравајући хитац, и добијају курс ка најближем копну. Убрзо Немци отварају ватру из свог топа и након 40 испаљених пројектила, брод сав у пламену, тоне. Преживеле бродоломнике сакупља норвешки трговачки брод , и искрцава их у Кирквол. Вече раније, У-32 је испалила по једно торпедо у 01:12, 02:12 и 04:56 сати, ка норвешком броду Belpamela, али су сва екплодирала пре него сто су стигла до брода. Након 27 дана патролирања, 23. марта 1940. године, подморница У-32 је упловила у Вилхелмсхафен.
У склопу припрема напада на Данску и Норвешку, већи број подморница је послат на патролну службу у областима могућег појављивања савезничких ратних бродова. Међутим, подморница У-32 остаје у Вилхелмсхафен све до 27. априла, када полази на своје ново патролирање. Свега 9 дана касније, 5. маја. 1940. године, она је упловила у Трондхајм (Норвешка), где је остала до 8. маја, када полази на ново патролирање. Ни на овом патролирању подморница није остала дуго, и већ 14. маја, упловила је у Вилхелмсхафен. На своје шесто борбено патролирање, У-32 полази из Вилхелмсхафена, 3. јуна 1940. годне.
У 17:50 сати, 18. јуна 1940. године, подморница У-32 је покушала да заустави ненаоружани и незаштићени норвешки трговачки брод  (заповедник Јоханс Педерсен), испаливши један пријектил из свог топа испред прамца брода, јужно од Исланда. Подморница У-32 је већ раније у 17:22 сати испалила једно торпедо ка норвешком броду, али је оно промашило мету. Како брод није стао након упозоравајућег хица, са подморнице су отворили ватру из топа. Чим су пројектили почели да падају на и око брода, посада норвешког брода је наустила брод у 2 чамца за спасавање. У 19:02 сати, брод је погођен једним торпедом, по средини, али није потонуо, пошто се у њему као терет налазила дрвена грађа. Два дана касније, олупину проналази и потапа британски ратни брод HMS Prunella (X 02).
Истог дана, 18. јуна, у 19:12 сати, подморница У-32 је зауставила два шпанска рибарска брода, Sálvora и Nuevo Ons, пошто су изашли из дозвољене области за рибарење, и оба их потапа топовском ватром, чим су посаде напустиле бродове. Пет рибара са брода Nuevo Ons су се удаљила од осталих, и касније су се удавили, док су преосталих 19 рибара спасила 2 чамца за спасавање са брода Altair, који је нешто раније био нападнут од подморнице У-32. Током ноћи, све преживеле бродоломнике проналази шпански рибарски брод , који је такође пронашао и један празан чамац са британског брода Balmoralwood, кога је 14. јуна потопила подморница У-47.
У 18:47 сати, 19. јуна 1940. године, незаштићени југословенски брод Labud, је био заустављен топовском ватром од подморнице У-32, југозападно од Фастнета, Ирска, а торпедован је у 19:16 сати, чим је посада напустила брод. Иако је био погођен торпедом, брод је и даље остао на површини, али је потонуо након неколико погодата из топа са подморнице. 
Норвешки танкер Eli Knudsen (заповедник Матиас Мидбое), припадао је конвоју HX-49, који је био распуштен 21. јуна 1940. године, на око 100 наутичких миља југозападно од Кеип Клера, одмах након што је подморница У-47, у 20:07 сати, торпедовала брод San Fernando, који је пловио у центру конвоја. Следећег дана у 03:36 сати, подморница У-32 торпедује норвешки брод Eli Knudsen (један од споријих бродова из конвоја). Комплетна посада напуста брод у чамцима за спасавање, а неколико сати касније спашава их британски ратни брод HMS Sandwich и пребацује их у Ливерпул. Танкер Eli Knudsenје остао на површини, и следећег дана британски танкер Corinda га узима у вучу, и узима курс ка најближој луци. Међутим, 24. јуна, брод тоне.
Након 29 дана успешног патролирања, подморница У-32 је упловила 1. јула 1940. године у Вилхелмсхафен, где посада одлази на заслужени одмор, а подморница пролази ремонт. На своје ново патролирање, У-32 полази из Вилхелмсхафена 15. августа 1940. године. Између 02:20 и 02:48 сати, 30. августа 1940. године, подморница У-32 је нападала конвој HX-66A, 58 наутичких миља западно-северозападно од рта Врат, и потапа 3 брода; Mill Hill, Chelsea и Norne, а промашује четврти брод.
У 02:20 сати, британски брод  (заповедник Роберт Ду Бисон) који је превозио 6.755 тона гвоздених и челичних одливака, био је погођен једним торпедом у крму, и тоне за неколико минута. Комплетна посада од 34 људи, потонула је заједно са својим бродом.
Британски трговачки брод  (заповедник Роберт Харисон) који је превозио 7.600 тона кукуруза, погођен је једним торпедом по средини, и прелама се на два дела. Крмени део је потонуо убрзо, док се прамац и даље одржавао на води. Заповедник, 22 члана посаде и један стражар су погинули, док је преосталих 11 чланова посаде, спасио британски наоружани рибарски брод HMS Lord Cecil
Норвешки трговачки брод  (заповедник Леиф Хоге) погођен је торпедом по средини са леве стране, одмах иза машинског одељења, и тоне за један минут, услед експлозије једног свог котла. Посада је покушала да порине чамац за спасавање са десне стране, али је он уништен пошто је брод потонуо изузетно брзо, повлачећи са собом у дубину и људе на палуби. Заповедник и 16 чланова посаде је погинуло, а 11 преживелих чланова посаде, који су се држали за крхотине брода, сакупила је британска корвета HMS Hibiscus (K 24), и искрцала их је 31. августа у Шкотску.
Дана, 1. септембра 1940. године, у 18:00 сати, подморница У-32 је напала конвој МП, који је био део операције "Menace", (Англо-Француски напад на вишијске снаге у Дакру), на око 40 наутичких миља северно-североисточно од Рокола, и извештава да је својим последњим торпедом погодила трупни транспортер Scythia. Међутим она је заправо погодила британску лаку лрстарицу HMS Fiji (58), која је морала да се врати назад у Уједињено Краљевство, где је провела 6 месеци на поправци. Пет члана британске крстарице, погинула су у овом нападу.
Собзиром да је испалила сва своја торпеда, подморница У-32 прекида патролирање и полази ка бази Лорјан, где стиже 8. септембра 1940. године. Свега 10 дана касније, У-32 полази на ново патролирање.
У 06:09 сати, 22. септембар 1940. британски трговачки брод , који је одлутао од конвоја HX-72, био је погођен једним торпедом испаљеног са подморнице У-32, на око 320 наутичких миља западно од Молин Хеда. У 07:40 сати, подморница је изронила и отворила ватру из свог топа са дистанце од 6.500 метара. Немци су постигли 3 поготка, али су прекинули напад, када су са британског брода, узвратили ватром. Британски ратни бродови HMS Lowestoft (L 59) и HMS Heartsease (K 15), ескортују Collegian до Белфаста, где су стигли 23. септембра. Брод је оправљен, и новембра 1940. године, поново је враћен у службу.
Дана, 25. септембра 1940. године, у 03:25 сати, британски трговачки брод  (заповедник Реџиналд Патрик), који је припадао растуреном конвоју OB-216, погођен је у крму једним торпедом, испаљеног са подморнице У-32, и након што се преломио на два дела, тоне западно-југозападно од Рокола. Дванаест члана посаде британског брода је погинуло. Заповедника, 23 члана посаде и једног стражара, сакупили су британски спасилачки брод HMS Jason и слуп HMS Rochester (L 50), и исцрцали их у Лондондери.
У 02:34 сати, 26. септембра 1940. године, британски брод  (заповедник Томас Халидеј Јанг Стјуарт), који је припадао растуреном конвоју OB-217, био је погођен једним торпедом од подморнице У-32, у пределу машинског одељења, на око 600 наутичких миља западно од Ахил Хеда. Подморница је гонила брод скоро 6 сати, и оставља га у тонућем положају, након што га је посада напустила. Међутим брод није потонио, и посада се враћа на њега. Ипак 2 дана касније брод Corrientes, је потопљен од подморнице У-37.
Истог дана, 26. септембра у 13:37 сати, британски трговачки брод  (заповедник Вилијам Андерсон), који је такође припадао растуреном конвоју OB-217, био је погођен једним торпедом, испаљеног из подморнице У-32, и потонуо је западно од Ирске. Комплетна посада од 31-ног човека, нестала је заједно са својим бродом.
У 08:11 сати, 26. септембра, норвешки трговачки брод  (заповедник Еинар Хансен), који је припадао растуреном конвоју OB-217, био је погођен са леве стране, једним торпедом испаљеног са подморнице У-32, на око 600 наутичких миља западно-југозападно од Валенсије, Ирска. Торпедо је погодило брод у пределу другог товарног одељења проузрокујући да он почне тонути прамцем, пошто је вода брзо напунила предњи део брода. Ниједан сигнал за помоћ није послат са брода, и за 8 минута, 36 члана посаде (брод је био наоружан једним топом и једним митраљезом) напустила је брод у 3 чамца за спасавање. Убрзо су са подморнице отворили ватру из свог топа, испаливши укупно 48 пројектила, од којих су многи погодили мету. Подморница је напустила област пре него је брод потонуо, тражећи друге бродове растуреног конвоја. Како је брод и даље остао на води, његов заповедник и неколико чланова посаде се поново укрцавају са циљем да покупе бродски дневник и остале важне папире из сефа у кабини заповедника. Међутим због великих оштећења, они не успевају да стигну до кабине заповедника и поново напустају брод. Чамци за спасавање су остали у близини брода, све док није потонуо, а затим одлазе ка истоку. Све бродломнике сутра ујутру је пронашао и сакупио норвешки трговачки брод Tricolor, и недељу дана касније, искрцао их је у Њујорк. 
Два дана касније, 28. септембра у 16:09 сати, британски трговачки брод  (заповедник Петер Бонар), који је одлутао од конвоја ОВ-218, био је торпедован а затим и гранатиран топовском ватром са У-32, југозападно од Роколал. Напуштени брод је касније потонуо, а два члана његове посаде су погинула. Заповедника и преосталих 31-ног члана посаде је пронашао и сакупио британски разарач HMS Havelock (H 88), а затим их пребацио у Ливерпул.

## Команданти
- Вернер Лот - 15. април 1937 — 15. август 1937.
- Паул Бихел - 16. август 1937 — 11. фебруар 1940.
- Ханс Јениш - 12. фебруар 1940 — 30. октобар 1940. (Витешки крст)

## Бродови
| Име брода | Држава                | Тежина      | Година изградње | Датум напада        | Напомена       |
|           | Уједињено Краљевство  | 4.863 тона  | 1927.           | 18. септембар 1939. | Потопљен       |
|           | Норвешка              | 875 тона    | 1883.           | 28. септембар 1939. | Потопљен       |
|           | Уједињено Краљевство  | 8.063 тона  | 1935.           | 5. октобар 1939.    | Оштећен - мина |
|           | Уједињено Краљевство  | 9,462 тона  | 1922.           | 6. октобар 1939.    | Оштећен - мина |
|           | Норвешка              | 959 тона    | 1911.           | 31. децембар 1939.  | Потопљен       |
|           | Шведска               | 2.818 тона  | 1929.           | 2. март 1940.       | Потопљен       |
|           | Норвешка              | 1,522 тона  | 1923.           | 18. јун 1940.       | Потопљен       |
|           | Шпанија               | 108 тона    | 1931.           | 18. јун 1940.       | Потопљен       |
|           | Шпанија               | 108 тона    | 1931.           | 18. јун 1940.       | Потопљен       |
|           | Краљевина Југославија | 5.334 тона  | 1918.           | 19. јун 1940.       | Потопљен       |
|           | Норвешка              | 9.026 тона  | 1925.           | 22. јун 1940.       | Потопљен       |
|           | Уједињено Краљевство  | 4.804 тона  | 1925.           | 30. август 1940.    | Потопљен       |
|           | Уједињено Краљевство  | 4.318 тона  | 1930.           | 30. август 1940.    | Потопљен       |
|           | Норвешка              | 3.971 тона  | 1930.           | 30. август 1940.    | Потопљен       |
|           | Уједињено Краљевство  | 8.000 тона  | 1940.           | 1. септембар 1940.  | Оштећен        |
|           | Уједињено Краљевство  | 7.886 тона  | 1923.           | 22. септембар 1940. | Оштећен        |
|           | Уједињено Краљевство  | 6.694 тона  | 1920.           | 25. септембар 1940- | Потопљен       |
|           | Уједињено Краљевство  | 6.863 тона  | 1920.           | 26. септембар 1940  | Оштећен        |
|           | Уједињено Краљевство  | 4.083 тона  | 1928.           | 26. септембар 1940. | Потопљен       |
|           | Норвешка              | 6.094 тона  | 1925.           | 26. септембар 1940. | Потопљен       |
|           | Уједињено Краљевство  | 5.759 тона  | 1919.           | 28. септембар 1940. | Потопљен       |
|           | Уједињено Краљевство  | 5.267 тона  | 1918.           | 29. септембар 1940. | Потопљен       |
|           | Холандија             | 3.278 тона  | 1924.           | 1. октобар 1940.    | Потопљен       |
|           | Уједињено Краљевство  | 4.606 тона  | 1929.           | 2. октобар 1940.    | Потопљен       |
|           | Уједињено Краљевство  | 42.348 тона | 1931.           | 28. октобар 1940.   | Потопљен       |
| --------- | --------------------- | ----------- | --------------- | ------------------- | -------------- |